# Municipio de Dafter
El municipio de Dafter (en inglés: Dafter Township) es un municipio ubicado en el condado de Chippewa en el estado estadounidense de Míchigan. En el año 2010 tenía una población de 1263 habitantes y una densidad poblacional de 10,17 personas por km².

## Geografía
El municipio de Dafter se encuentra ubicado en las coordenadas 46°21′41″N 84°26′25″O / 46.36139, -84.44028. Según la Oficina del Censo de los Estados Unidos, el municipio tiene una superficie total de 124.13 km², de la cual 123,8 km² corresponden a tierra firme y (0,26 %) 0,33 km² es agua.

## Demografía
Según el censo de 2010, había 1263 personas residiendo en el municipio de Dafter. La densidad de población era de 10,17 hab./km². De los 1263 habitantes, el municipio de Dafter estaba compuesto por el 82,11 % blancos, el 0,24 % eran afroamericanos, el 13,06 % eran amerindios y el 4,59 % eran de una mezcla de razas. Del total de la población el 0,08 % eran hispanos o latinos de cualquier raza.